# Romain Sassot
Romain Sassot (ur. 26 lutego 1986 w Saint-Rémy) – francuski pływak, specjalizujący się głównie w stylu motylkowym. 
Mistrz Europy na krótkim basenie z Chartres w sztafecie 4 x 50 m stylem zmiennym. 
Uczestnik Igrzysk Olimpijskich z Londynu w sztafecie 4 x 100 m stylem zmiennym (10. miejsce).